# 최규하 (야구 선수)
최규하(崔圭河, 1970년 10월 10일~2015년 9월 30일)은 전 KBO 리그 LG 트윈스의 내야수이다.

## 출신 학교
- 전남중학교
- 전남공고